# Грин, Уоллас
Уоллас Мартин Грин (англ. Wallace Martin Greene; 27 декабря 1907 — 8 марта 2003) — генерал корпуса морской пехоты США, 23-й комендант корпуса (1 января, 1964 — 31 декабря, 1967). После окончания срока полномочий коменданта уволился, проведя 37 лет в рядах корпуса морской пехоты.
В 1930-х Грин служил в Китае, во время второй мировой войны — на Тихом океане. Был комендантом в ходе увеличения сил в юго-восточной Азии и во время ввода первых американских войск в Южный Вьетнам. Во время его пребывания в должности численность морских пехотинцев несущих действительную военную службу увеличилась со 178 тыс. до почти 300 тыс.

## Биография
Родился 27 декабря 1907 в Уотербери, штат Вермонт. В 1925 окончил хай-скул в столице штата г. Берлингтон, год проучился в Вермонтском университете, после чего поступил в военно-морскую академию в Аннаполисе, штат Мэриленд.
По завершении учёбы в академии 5 июня 1930 он был призван в корпус морской пехоты в звании второго лейтенанта и отправился в начальную школу офицеров морской пехоты на военно-морской базе в Филадельфии. Закончив учёбу в начальной школе Грин год прослужил в казармах морской пехоты на военно-морской верфи в Портсмуте, г. Киттери, штат Мэн. В июле 1932 он окончил морскую школу в Сан-Диего, штат Калифорния и получил назначение в подразделение морской пехоты на борту линкора «Теннесси». В марте 1934 Грин вернулся со службы в море и краткое время служил в Пенсаколе, штат Флорида и в Куантико, штат Виргиния. В ноябре Грин прибыл на службу, на военно-морскую авиабазу Лейкхерст, штат Нью-Джерси. В том же месяце он был произведён в первые лейтенанты.
Грин оставался на авиабазе до марта 1936 за это время он ненадолго покинул базу, получив временное назначение в арсенал Эджевуд, штат Мериленд, где прошёл курс в школе химической войны. Затем он служил в базе набора рекрутов морской пехоты в Сан-Диего, В октябре 1936 он отправился на Гуам, где пребывал до июня 1937. Оттуда он отправился в Шанхай, где вступил в ряды 4-го полка морской пехоты. В сентябре 1937 4-й полк вошёл в состав 2-й бригады морской пехоты. Грин был произведён в капитаны.
В составе своей части Грин выполнял долг по защите International Settlement в ходе вспышек японо-китайского конфликта в 1937 и в 1938. По возвращении из Китая в августе 1939 он поступил на младший курс школы корпуса морской пехоты в Куантико, который окончил в мае 1940 года а затем принял командование над 1-й химической ротой 1- бригады морской пехоты и отправился вместе с ней на базу в Гуантанамо, Куба. Там бригада была преобразована в первую дивизию морской пехоты.
В апреле 1941 Грин был отозван из своей части и нёс службу в Куантико и на базе Новая река (позднее получившей название Кемп-Леджен), штат Северная Каролина в роли помощника начальника оперативного отдела штаба 1-й дивизии морской пехоты. В ноябре 1941 он был отправлен в Лондон в роли специального военно-морского наблюдателя. В ходе пребывания в Британии он окончил школу амфибийной войны в Инверари, Шотландия и королевскую школу сапёров-подрывников в Рипон, г. Йорк, Англия. В январе 1942 Грин был произведён в майоры и в следующем месяце вернулся в США.
В марте 1942 Грин был назначен на пост помощника начальника оперативного отдела (G-3) штаба 3-й бригады морской пехоты и на следующий месяц отправился с бригадой в Уполу, Западное Самоа. В августе 1942 он был произведён в подполковники и оставался на Самоа до ноября 1943, после чего вступил в ряды 5-го амфибийного корпуса на Гавайях.
За выдающуюся службу на должности помощника начальника оперативного отдела штаба (G-3) первой боевой группы в ходе планирования и осуществления высадки на Маршалловых островах Грин был награждён медалью «Легион почёта» с литерой V. После расформирования группы в марте 1944 он поступил на должность начальника оперативного отдела штаба (G-3) 2-й дивизии морской пехоты и на службе в этой должности получил вторую медаль «Легион почёта» за подготовку и участие в боях на Сайпане и Тиниане. Он оставался на службе во второй дивизии до сентября 1944, после чего вернулся в США.
В октябре 1944 Грин был назначен и. о. начальника отдела по операциям, планированию и политике (G-3) главного штаба морской пехоты и занимал этот пост до июля 1945. Затем служил в роли старшего офицера отдела спецслужб управления кадров. В апреле 1946 Грин был назначен на пост начальника оперативного отдела штаба (G-3) учебного подразделения войск учебного амфибийного командования атлантического флота в Литл-крике, штат Виргиния. Находясь на этом посту Грин был в феврале 1948 произведён в полковники, находясь в этом ранге с августа 1947.
В июне 1948 Грин был отозван из Литл-крика и в августе прибыл в Пёрл-Харбор на должность начальника оперативного отдела (G-3) штаба тихоокеанских сил морской пехоты. В июне 1959 он оставил этот пост и следующие два года был главой общевойскового отдела школы корпуса морской пехоты в Куантико. Также краткое время он служил на посту начальника отдела координации и оценки школы. Затем Грин в августе 1952 поступил и в июне 1953 окончил национальный военный колледж в г. Вашингтон. На следующий месяц после окончания колледжа Грин был назначен специальным помощником штаба при объединённом комитете начальников штабов в совете по национальной безопасности. В сентябре 1955 находясь в Вашингтоне, Грин был произведён в бригадные генералы.
В дальнейшем Грин был назначен на пост заместителя командира 2-й дивизии морской пехоты на базе Кемп-Леджен. В мае 1956 он возглавил базу набора рекрутов морской пехоты на Пэрис-айленд, штат Южная Каролина. В марте 1957 Грин возглавил базу Кемп-Леджен корпуса морской пехоты.

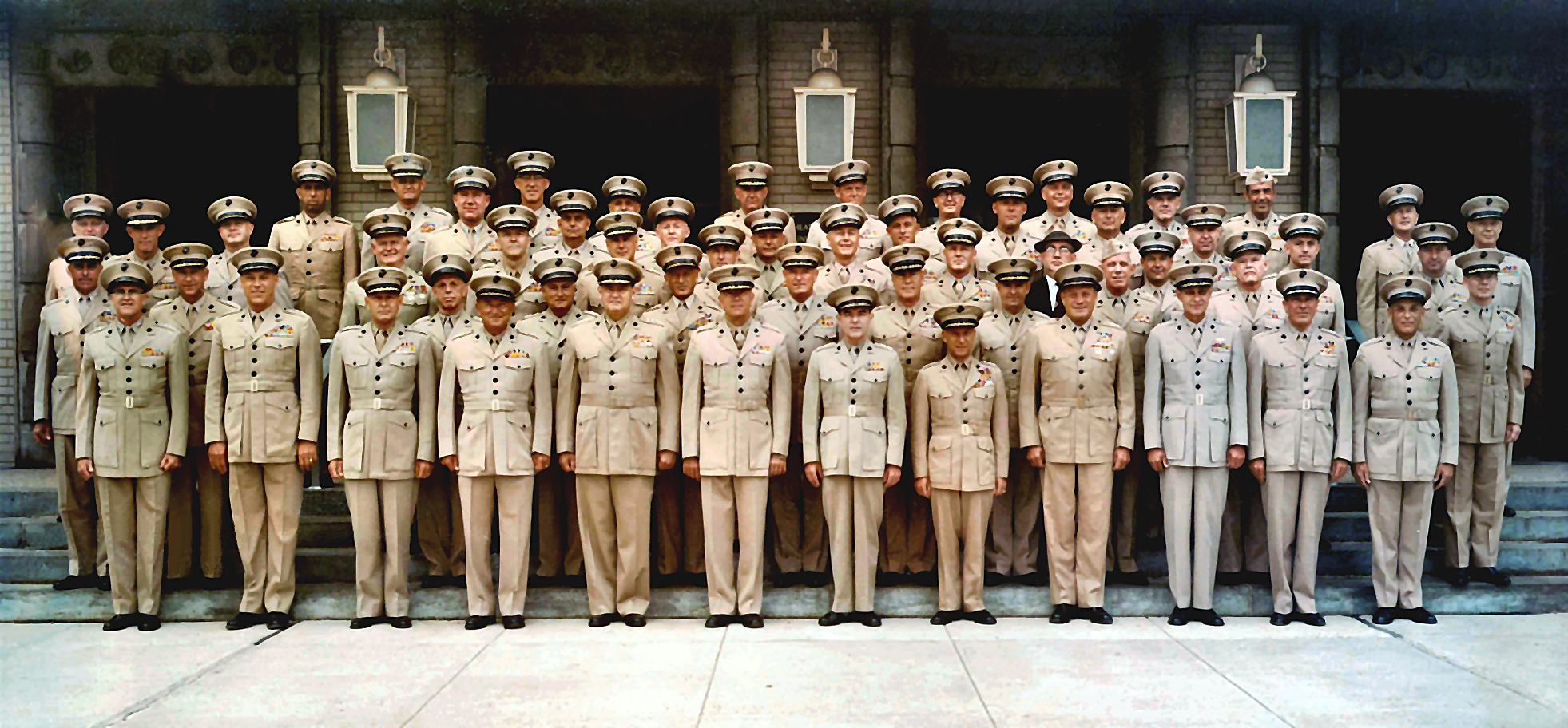
Грин (передний ряд, 7-й слева) на симпозиуме генералов, 1967 год

В январе 1958 генерал Грин возглавил оперативный отдел (G-3) главного штаба корпуса морской пехоты. В августе 1958 он был произведён в генерал-майоры. С марта по декабрь 1959 он служил заместителем главы штаба по планированию, на этом посту он был награждён военно-морской медалью «За выдающуюся службу». 1 января 1960 года он был назначен главой штаба в ранге генерал-лейтенанта.
24 сентября 1963 президент Кеннеди номинировал генерал-лейтенанта Грина на пост коменданта корпуса морской пехоты. Грин принял пост 1 января 1964 и был произведён в полные генералы. В ходе своего четырёхлетнего срока Грин стал свидетелем быстрого увеличения войск в Юго-восточной Азии. В 1964 во Вьетнаме находилось меньше тысячи морских пехотинцев, но к 1968 году 3-я амфибийная группировка во Вьетнаме насчитывала свыше 100 тыс. морских пехотинцев и матросов. Находясь на посту коменданта, Грин в декабре 1967 получил вторую военно-морскую медаль «За выдающуюся службу».
Генерал Грин ушёл в отставку 31 декабря 1967 года. Стал основателем фонда наследия корпуса морской пехоты. Грин умер 8 марта 2003 года в г. Алегзандрия, штат Виргиния в возрасте 95 лет и был похоронен с полными военными почестями на Арлингтонском национальном кладбище.
Грин был женат на Вог Эмори (ум. в 2001). У них было двое детей — сын подполковник морской пехоты в отставке Уоллас М.Грин и дочь Вог.

## Образование
- Вермонтский университет, 1925.
- Военно-морская академия США, Аннаполис, штат Мэриленд окончил 5 июня 1930.
- Базовая школа офицеров корпуса морской пехоты, Военно-морская верфь Филадельфии, июнь 1931.
- Морская школа, Сан-Диего, штат Калифорния, 1932.
- Chemical Warfare School, Абердинский испытательный полигон, Мэриленд.
- Junior Course, Marine Corps Schools, Куантико, штат Виргиния, 1939—1940.
- British Amphibious Warfare School, Inverary, Шотландия, 1941.
- Royal Engineer Demolitions School, Ripon, York, Англия, 1941.
- National War College, Вашингтон, август 1952-июнь 1953.

## Награды
|  | Золотая звезда повторного награждения                                                | Золотая звезда повторного награждения |                            |
|  |                                                                                      | Бронзовая звезда за службу            |                            |
|  | Бронзовая звезда за службу · Бронзовая звезда за службу · Бронзовая звезда за службу |                                       | Бронзовая звезда за службу |
|  |                                                                                      |                                       |                            |

|                                                              | Медаль «За выдающуюся службу» (ВМС США) с одной звездой                 | Орден «Легион почёта» с одной звездой и литерой V |                                                             |
| Благодарность части Военно-морского флота                    | Медаль «За службу в Китае» (США)                                        | Медаль «За защиту Америки» с пряжкой «База»       | Медаль «За Американскую кампанию»                           |
| Медаль «За Европейско-африканско-ближневосточную кампанию»   | Медаль «За Азиатско-тихоокеанскую кампанию» c тремя звёздами            | Медаль Победы во Второй мировой войне (США)       | Медаль за службу национальной обороне (США) с одной звездой |
| Орден Облаков и Знамени (Тайвань), 2-й класс (большая лента) | Order of Service Merit (Южная Корея), первый класс (Blue Stripes Medal) | Орден Морских заслуг (Бразилия), великий офицер   | Национальный орден Вьетнама (Южный Вьетнам), командор       |